# Дунавска военна флотилия (СССР)
Дунавската военна флотилия е създадена на 17 юни 1940 г., като част от военноморските сили на СССР, имаща за задача да охранява държавната граница с Румъния в района на река Дунав.

## История
В началото на военните действия срещу Съветския съюз по време на Втората световна война, флотилията, заедно с войските на Южния фронт отразява ударите на румънските войски. Във връзка с оттеглянето на съветските войски на изток, е пребазирана в Одеса, а после в Николаев и Херсон, като спомага за преминаването през реките Южен Буг и Днепър.
Разформирана е на 21 ноември 1941 г. и отново сформирана на 19 април 1944 г.
До края на войната флотилията поддържа с артилерийски огън фланговете на сухопътните войски, осъществява 20 тактически десанта, превозва около 1 млн. души, повече от 1500 танка и
самоходни артилерийски установки.
Съществуването ѝ е прекратено през 1960 г.

## Команден състав
В годините на Втората световна война, флотилията е командвана от Сергей Горшков, а началник-щаб е Аркадий Свердлов.
Член на Военния съвет е капитан I ранг Матушкин (от април 1944 г. до края на войната).

## Операции
Корабите на Дунавската военна флотилия участват в следните бойни операции:
- Яшко-Кишиневска
- Белградска
- Будапещенска
- Виенска

## Награди
Флотилията е награждавана с:
- Орден „Червено знаме“
- Орден „Нахимов“ – I степен
- Орден „Кутузов“ – II степен

|  | Тази страница частично или изцяло представлява превод на страницата „Дунайская военная флотилия“ в Уикипедия на руски. Оригиналният текст, както и този превод, са защитени от Лиценза „Криейтив Комънс – Признание – Споделяне на споделеното“, а за съдържание, създадено преди юни 2009 година – от Лиценза за свободна документация на ГНУ. Прегледайте историята на редакциите на оригиналната страница, както и на преводната страница, за да видите списъка на съавторите. ВАЖНО: Този шаблон се отнася единствено до авторските права върху съдържанието на статията. Добавянето му не отменя изискването да се посочват конкретни източници на твърденията, които да бъдат благонадеждни. |